# Jugoslavia ai Giochi della VIII Olimpiade
La Jugoslavia partecipò ai Giochi della VIII Olimpiade, svoltisi a Parigi dal 4 maggio al 27 luglio 1924,  
con una delegazione di 42 atleti impegnati in 9 discipline,
aggiudicandosi 2 medaglie d'oro.

## Medagliere

### Per discipline
| Sport      | Oro | Argento | Bronzo | Totale |
| ---------- | --- | ------- | ------ | ------ |
| Ginnastica | 2   | 0       | 0      | 2      |
| Totale     | 2   | 0       | 0      | 2      |

### Medaglie
| Medaglia | Atleta       | Sport      | Evento                        |
| -------- | ------------ | ---------- | ----------------------------- |
| Oro      | Leon Štukelj | Ginnastica | Concorso individuale maschile |
| Oro      | Leon Štukelj | Ginnastica | Sbarra                        |

## Risultati

### Calcio
| Atleta | Classifica |                       |
| --- | --- | --------------------- |
| V · D · M Nazionale jugoslava · Calcio ai Giochi Olimpici Estivi 1924 P Friedrich · P Vrđuka · D Babić · D Dasović · D Kujundžić · D Marjanović · D Rodin · D Rupec · D Vrbančić · C Petković · C Vragović · A Cindrić · A Jovanović · A Perška · A Placeriano · A Vinek · CT : Sekulić | 17° |                       |
| Nazionale jugoslava · Calcio ai Giochi Olimpici Estivi 1924 | |                       |
| P Friedrich · P Vrđuka · D Babić · D Dasović · D Kujundžić · D Marjanović · D Rodin · D Rupec · D Vrbančić · C Petković · C Vragović · A Cindrić · A Jovanović · A Perška · A Placeriano · A Vinek · CT: Sekulić                                                                        | P Friedrich · P Vrđuka · D Babić · D Dasović · D Kujundžić · D Marjanović · D Rodin · D Rupec · D Vrbančić · C Petković · C Vragović · A Cindrić · A Jovanović · A Perška · A Placeriano · A Vinek · CT: Sekulić | Jugoslavia (bandiera) |